# Indykator bankructwa
Indykator bankructwa – proces stochastyczny wyrażający się wzorem:
{\displaystyle I(t)=\mathbb {I} _{\{\tau \leqslant t\}}} dla {\displaystyle t\geqslant 0,} gdzie:
{\displaystyle I(t,\omega )={\begin{cases}0,&{\text{gdy }}t<\tau (\omega ){\text{ (przed bankructwem)}},\\1,&{\text{gdy }}\tau (\omega )\leqslant t{\text{ (po bankructwie)}},\end{cases}}}
gdzie:
{\displaystyle \tau } – moment bankructwa.
Ten proces ma niemalejące i prawostronnie ciągłe trajektorie i zmienia wartość z zera na jeden w momencie bankructwa. Indykator bankructwa jest wykorzystywany w ryzyku kredytowym do określenia kwoty jaką odzyska bank po bankructwie firmy, której udzielono kredyt.

## Filtracja
Filtracja {\displaystyle ({\mathcal {I_{t}}})_{t\geqslant 0}} generowana przez indykator bankructwa jest zdefiniowana wzorem:
{\displaystyle {\mathcal {I_{t}}}=\sigma (\{I(s):s\in [0,t]\}),}
gdzie:
{\displaystyle {\mathcal {I_{t}}}} jest najmniejszym {\displaystyle \sigma } – ciałem takim, że każde {\displaystyle I(s),s\leqslant t} jest mierzalne. {\displaystyle I(t)} jest {\displaystyle {\mathcal {I_{t}}}}-mierzalne, więc {\displaystyle \tau } jest momentem stopu:
{\displaystyle \{\tau \leqslant t\}=\{I(t)=1\}\in {\mathcal {I_{t}}}.}

## Własności

### Twierdzenie
{\displaystyle ({\mathcal {I_{t}}})_{t\geqslant 0}} jest najmniejszą filtracją taką, że {\displaystyle \tau } jest momentem stopu względem tej filtracji.

### Dowód
Rozpatrzymy dowolną filtrację {\displaystyle {\mathcal {F}}_{t},} {\displaystyle \forall t>0} względem której {\displaystyle \tau } jest momentem stopu. Z własności filtracji wiemy, że:
{\displaystyle \forall s\leqslant t:\sigma (I(t))\subset {\mathcal {F}}_{s}\subset {\mathcal {F}}_{t}.}
Z definicji filtracji {\displaystyle {\mathcal {I_{t}}}{:}}
{\displaystyle {\mathcal {I_{t}}}=\sigma (\{I(s):s\in [0,t]\})\subset \sigma ({\mathcal {F}}_{t})={\mathcal {F}}_{t}.}
Pokazaliśmy, że {\displaystyle {\mathcal {I}}_{t}\subset {\mathcal {F}}_{t},} więc {\displaystyle {\mathcal {I_{t}}}} jest najmniejszą filtracją względem której {\displaystyle \tau } jest momentem stopu.{\displaystyle \Box }